# Kaja Eckert
Kaja Eckert (* 21. Oktober 2001) ist eine deutsche Schauspielerin.
Kaja Eckert spielte seit der 18. Staffel (Folge 819) bis zur 20. Staffel (Folge 896) in der deutschen Fernsehserie Schloss Einstein die Rolle der Schülerin Kathi Semmler. 2016 übernahm Eckert die Rolle der Merle Böhm in der ARD-Serie In aller Freundschaft – Die jungen Ärzte.

## Filmografie
- 2015–2017: Schloss Einstein als Kathi Semmler
- 2015–2016: KiKA Live Schloss Einstein Backstage
- 2016: In aller Freundschaft – Die jungen Ärzte (Staffel 2, Folge: Familie und andere Komplikationen als Merle Böhm)